# R100
El His Majesty's Airship R100 fue un dirigible rígido británico de diseño y construcción privada, fabricado como parte de una competición entre dos aeronaves para desarrollar un servicio de dirigibles comerciales para su uso en las rutas del Imperio Británico, como parte del Plan de Dirigibles Imperiales. El otro dirigible, el R101, fue construido por el Ministerio del Aire Británico, pero ambas aeronaves fueron financiadas por el Gobierno.
El R100 fue construido por la Airship Guarantee Company, una subsidiaria creada específicamente de la empresa de armamento Vickers-Armstrongs, dirigida por el comandante Charles Dennistoun Burney. El equipo de diseño estuvo encabezado por Barnes Wallis, posteriormente famoso por su invención de la bomba de rebote. El equipo de diseño también incluyó a Nevil Shute Norway como ingeniero de tensiones sénior.
El R100 voló por primera vez en diciembre de 1929. Realizó una serie de vuelos de pruebas y un regreso exitoso cruzando el Atlántico en julio-agosto de 1930, pero después del accidente del R101 en octubre de 1930, el Plan de Dirigibles Imperiales se dio por terminado y el R100 fue desguazado.

## Diseño y desarrollo

### Antecedentes
El R100 se construyó como parte de un programa del Gobierno británico para desarrollar dirigibles que proporcionaran transporte de pasajeros y de correo entre Gran Bretaña y los países del Imperio Británico, incluyendo India, Australia y Canadá. Esto tuvo su origen en la propuesta de Dennistoun Burney en 1922 de un programa de desarrollo de dirigibles civiles, subvencionado por el gobierno y llevado a cabo por una filial de Vickers especialmente establecida. Cuando las elecciones generales de 1923 llevaron al poder al gobierno laborista de Ramsay MacDonald, el nuevo ministro del Aire, Lord Thomson, formuló el Plan de Dirigibles Imperiales en su lugar. Este requiría la construcción de dos dirigibles experimentales: uno, el R101, que sería diseñado y construido bajo la dirección del Ministerio del Aire, y el otro, el R100, que sería construido por la subsidiaria de Vickers bajo un contrato de precio fijo.

### Desarrollo

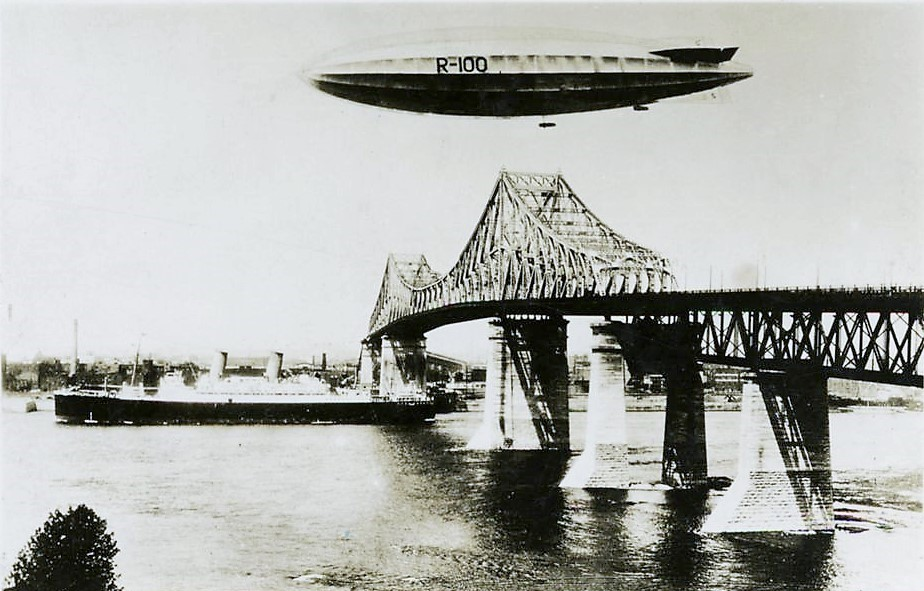
Imagen compuesta que representa al R100 pasando sobre el Puente Jacques Cartier en Montreal, agosto de 1930.

El R100 se construyó en la antigua RNAS Howden en Yorkshire, un sitio remoto a 5 km de Howden y a 40 km de Hull. El diseño comenzó en 1925, al mismo tiempo que se acondicionaba el terreno, algo deteriorado, y se instalaba una planta generadora de hidrógeno.
La subsidiaria especialmente establecida de Vickers, la Airship Guarantee Company, se enfrentó a dificultades sustanciales. El contrato para la construcción del R100 era a precio fijo y desde el principio fue evidente que el proyecto incurriría en pérdidas, por lo que se buscaron ahorros; por ejemplo, sólo se utilizaron una docena de máquinas herramienta para la construcción del dirigible. También hubo dificultades para encontrar trabajadores cualificados debido a la lejanía del lugar, y una gran proporción de los mismos eran lugareños que debían recibir formación. Las condiciones en el hangar del dirigible, sin calefacción, también eran deficientes: el techo tenía goteras, se formaba hielo en las vigas en invierno y la condensación causaba corrosión en la estructura de duraluminio del dirigible, por lo que esta tuvo que ser barnizada. Durante tres años, el trabajo de montaje se realizó casi a la zaga del de los diseñadores, y el progreso del trabajo de diseño fue el factor determinante para la velocidad de construcción.

### Estructura

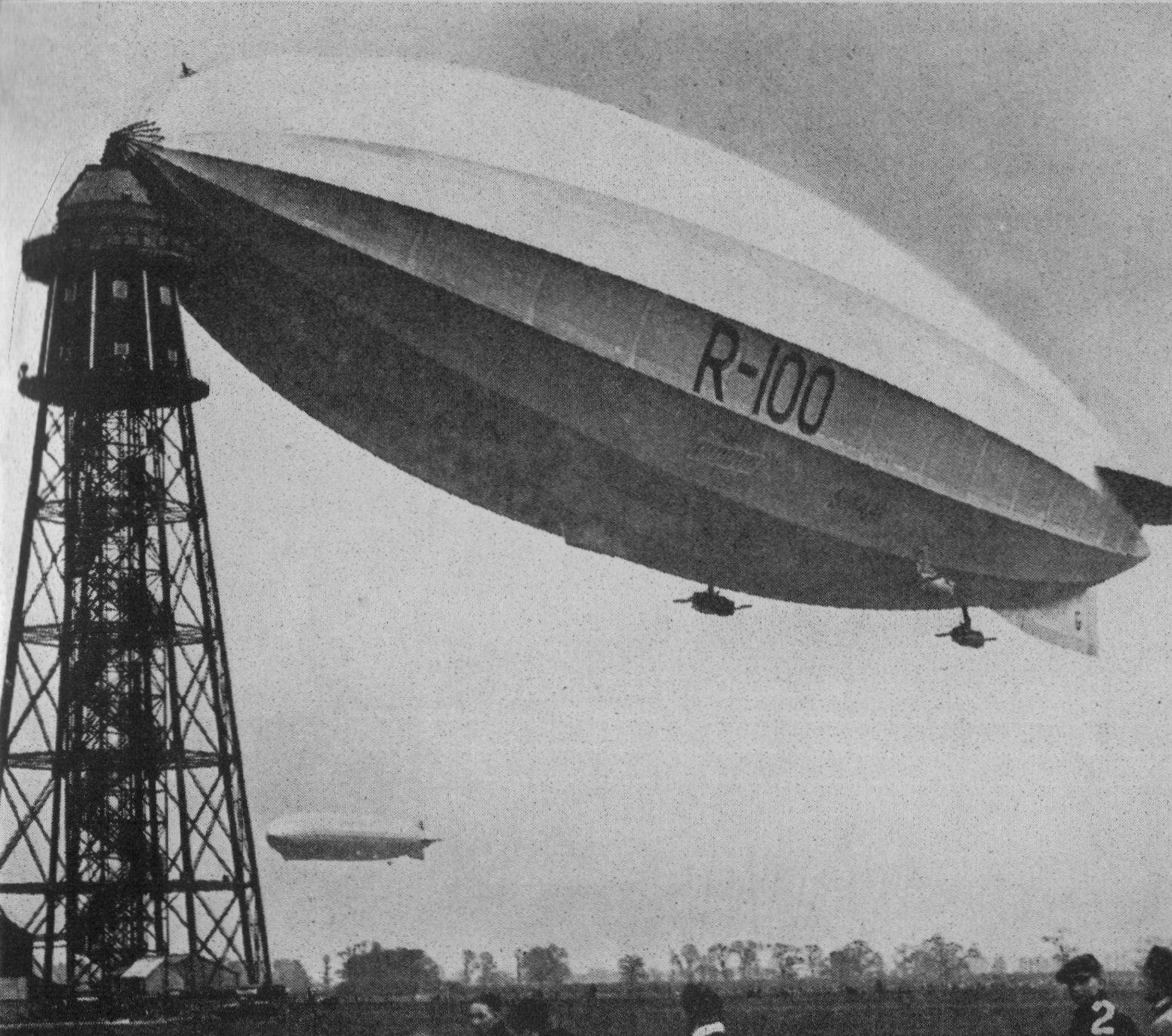
El R100 en Cardington, abril de 1930. El Graf Zeppelin alemán se ve al fondo.

Dado que las pruebas en túnel de viento mostraron que una sección transversal de 16 lados tenía aproximadamente la misma resistencia que una circular, tanto el R100 como el R101 usaron un número menor de vigas longitudinales que los dirigibles anteriores para simplificar los cálculos de tensión. Aun así, los cálculos para las cuadernas transversales requerían un cálculo manual que tardaba dos o tres meses en producir una solución para cada cuaderna. La minuciosidad de los cálculos de tensión fue consecuencia de los nuevos criterios del Ministerio del Aire para las resistencias requeridas a los dirigibles, formulados después del catastrófico fallo estructural del R38 en 1921. Menos vigas longitudinales resultaron en paneles de tela sin soporte más grandes en la envoltura, y las pruebas de vuelo demostraron que la cubierta del R100 era apenas adecuada. La envoltura del R101 también era insatisfactoria y un fallo en su cubierta fue posiblemente la causa de su accidente.
Barnes Wallis creó la estructura del dirigible utilizando sólo 11 componentes estándar. Las 16 vigas longitudinales estaban formadas por tres tubos cada una, formadas por tiras de duraluminio enrolladas en hélice y remachadas. Estas conectaban 15 cuadernas transversales poligonales, que se mantenían en forma mediante arriostramientos de cable conectados a una viga longitudinal central que recorría toda la nave. Otra consecuencia de las nuevas normas para el diseño de las tensiones en la estructura fue la necesidad de encontrar una nueva forma de aprovechar la fuerza de sustentación de las bolsas de gas. La solución de Wallis a este problema condujo posteriormente a su innovador diseño de fuselaje y alas de estructura geodésica para los bombarderos Wellesley, Wellington, Warwick y Windsor.
Los elevadores estaban aerodinámicamente compensados, pero los timones no. Cuando los diseñadores descubrieron que el R101 había sido equipado con servomotores, con un coste considerable en peso y dinero, creyeron haber cometido un error y revisaron sus cálculos. Finalmente, concluyeron que sus cálculos eran correctos: cuando el R100 voló, los controles demostraron ser ligeros y eficaces, y Nöel Atherstone, primer oficial del R101, comparó sus características de control con las del R101. El R100 se construyó suspendido del techo de su hangar. Los marcos transversales individuales se ensamblaban horizontalmente, luego se levantaban y colgaban de las vías montadas en el techo, antes de deslizarse a su posición y fijarse a los marcos adyacentes mediante las vigas longitudinales. La nave permanecía suspendida hasta que las bolsas de gas se inflaban con hidrógeno.
A mediados de 1929, la estructura de la nave estaba prácticamente terminada y sus bolsas de gas fueron infladas. Tras el inflado de las bolsas de gas, se colocó la cubierta exterior de tela de lino pintada con barniz aeronáutico de aluminio, y se completó a principios de noviembre. Se realizaron pruebas de sustentación y compensación el 11 de noviembre: el peso en vacío era de 107,21 t y el volumen de las bolsas de gas era de 146 000 m3, lo que arrojaba una sustentación bruta estándar de 159,03 t y, por lo tanto, una sustentación disponible de 51,82 t. Al deducir 18 t de la carga de servicio (tripulación, provisiones y lastre), el peso disponible para combustible y carga útil era de 33,53 t.

### Propulsión
Originalmente se había previsto diseñar motores especiales para el R100, alimentados con hidrógeno y queroseno. Sin embargo, tras un año de trabajo, se observó que el motor no se desarrollaría a tiempo, por lo que se decidió instalar el motor diésel Beardmore Tornado, que se estaba desarrollando para el Ministerio del Aire, en el R101. Pronto el Tornado se consideró inadecuado debido a su peso y otros problemas, y Wallis optó por utilizar seis motores de gasolina Rolls-Royce Condor reacondicionados, a pesar de que el combustible, con su bajo punto de inflamación, se consideraba un riesgo de incendio en condiciones tropicales. Los motores se encontraban en tres góndolas, cada una con un motor que movía una hélice tractora de 5,18 m de diámetro, un segundo motor que movía una hélice propulsora de 4,57 m de diámetro, y un tercer motor más pequeño en el centro de la góndola, que movía una dinamo para la alimentación eléctrica. Los motores que movían las hélices propulsoras estaban equipados con una caja reductora para proporcionar empuje inverso para el atraque del dirigible.

### Alojamiento de pasajeros y tripulación
El alojamiento de los pasajeros y de la tripulación se distribuía en tres cubiertas que ocupaban una única bahía de la estructura y se encontraba completamente dentro de la envolvente del dirigible. La cubierta inferior albergaba el alojamiento de la tripulación. La segunda cubierta contaba con un comedor, que también servía de salón para pasajeros, además de la cocina, 18 camarotes de cuatro literas y una galería a cada lado para que los pasajeros disfrutaran de la vista a través de las ventanas integradas en la cubierta. La tercera cubierta constaba de una galería que rodeaba el comedor y 14 camarotes de dos literas.

## Historia operacional

### Primeros vuelos
El R100 realizó su primer vuelo la mañana del 16 de diciembre de 1929. Tras despegar de Howden a las 07:53, voló lentamente hacia York y luego puso rumbo a los Reales Talleres de Dirigibles en Cardington, Bedfordshire, funcionando con cinco motores, ya que uno de ellos tuvo que apagarse debido a una camisa de agua agrietada, y completó el proceso de amarre a las 13:40.
Se realizó un segundo vuelo al día siguiente, con la intención de llegar hasta Londres, pero poco después de soltarse del mástil, una tira de tela se desprendió de la aleta inferior, y el vuelo se limitó a un crucero alrededor de Bedfordshire para probar la respuesta del control, con una duración de 6 h 29 min. Al día siguiente, el R100 fue llevado del mástil al hangar N.º 2 en Cardington y comenzaron los trabajos de modificación del cableado que mantenía la cubierta en su lugar: esto llevó hasta el 11 de enero de 1930.
Durante una prueba el 16 de enero de 1930, el R100 alcanzó una velocidad de 131,5 km/h. A alta velocidad, se hizo evidente un problema con la cubierta exterior: tendía a ondularse y aletear excesivamente, formando una onda estacionaria. Durante un cuarto vuelo, el 20 de enero, se filmó este fenómeno, que se produjo debido a las grandes áreas de tela sin soporte; el efecto también es visible en algunas fotografías.
El 20 de enero se realizó otro vuelo corto antes de un vuelo de resistencia, que comenzó a las 09:38 del 27 de enero, cuando el R100 se soltó del mástil en Cardington, y finalizó a las 15:26 del 29 de enero, tras más de 53 horas en el aire. Tras este vuelo, el dirigible regresó al hangar para realizarle trabajos en la cubierta. Simultáneamente, se reemplazaron los motores Condor IIIA originales reacondicionados por seis nuevos Condor IIIB y se eliminó parte del peso al reducir la capacidad de pasajeros. Los trabajos finalizaron a finales de abril, pero el 24 del mismo mes, el R100 fue alcanzado por una ráfaga de viento mientras salía del hangar, dañando las superficies de cola. El viento impidió que la nave regresara al hangar, por lo que fue amarrado al mástil. No fue posible devolver el R100 al hangar para realizar reparaciones hasta la mañana del 27 de abril. Las reparaciones tardaron más de lo previsto, y el dirigible permaneció en el hangar hasta el 21 de mayo, cuando realizó un vuelo de 24 horas para probar la instalación motora y las modificaciones de la cubierta.
El contrato del R100 contemplaba inicialmente un vuelo de demostración hasta la India. La decisión de utilizar motores de gasolina provocó un cambio de destino a Canadá, ya que se consideró que un vuelo a los trópicos con gasolina a bordo sería demasiado peligroso. Salvando cualquier dificultad, el R100 tenía previsto despegar hacia Canadá el 25 de mayo; sin embargo, durante el vuelo del 21 de mayo, la sección cónica de cola del dirigible colapsó debido a una presión aerodinámica inesperada, y el R100 fue devuelto al hagar, donde la sección de cola original fue sustituida por una tapa hemisférica diseñada y fabricada por los Reales Talleres de Dirigibles, lo que redujo la eslora del dirigible en 4,6 m.

### Viaje transatlántico a Canadá

R100 over Edificio del Banco de Comercio Canadiense en Toronto, Ontario, entonces el edificio más alto del Imperio Británico (agosto de 1930). Se aprecian las ondulaciones de la cubierta del dirigible.

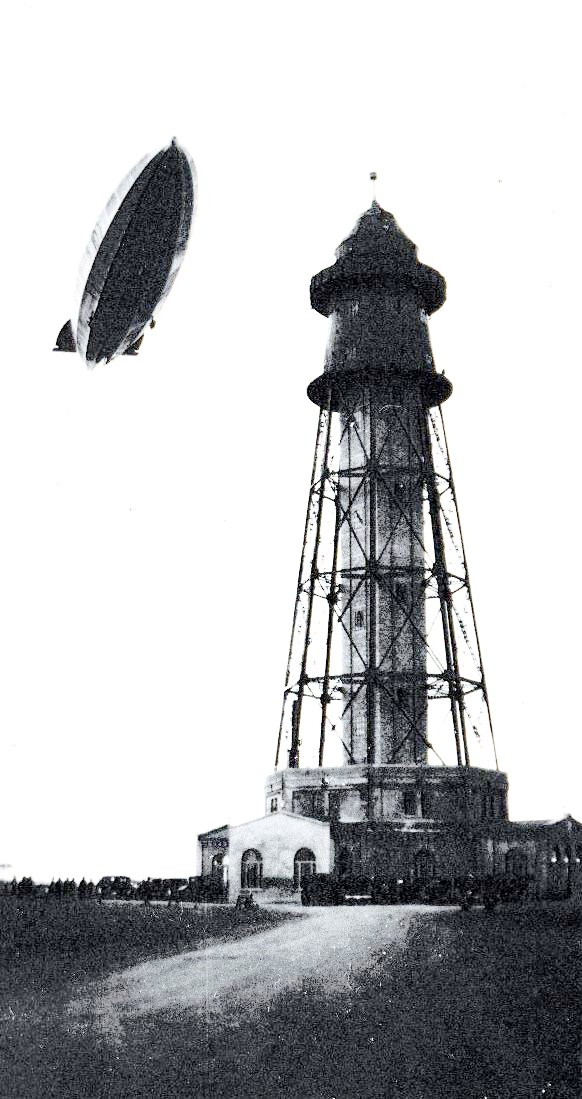
R-100 aproximándose al mástil, St. Hubert, Quebec, tras despegar desde Toronto. Agosto de 1930.

Poco antes de los vuelos del R101 en junio de 1930, los ingenieros de Cardington sugirieron que los largos vuelos del R100 a Canadá y del R101 a la India podrían posponerse hasta 1931, con el argumento de que ninguno de los dirigibles estaba en condiciones de realizar un vuelo largo en su etapa de desarrollo actual. El equipo del R100 respondió que su dirigible era perfectamente capaz de volar hasta Canadá y que el vuelo canadiense era parte de su contrato. El R100 partió hacia Canadá el 29 de julio de 1930, llegando a su mástil de amarre en el Aeropuerto de St-Hubert, Quebec (afueras de Montreal) en 78 horas, habiendo cubierto la ruta ortodrómica de 5300 km a una velocidad terrestre promedio de 68 km/h. El R100 permaneció en Montreal durante 12 días con más de 100 000 personas visitando el dirigible cada día mientras estuvo amarrado allí, y La Bolduc compuso una canción para burlarse de la fascinación de la gente con el mismo.
Durante su estancia en Canadá, el R100 realizó un vuelo de 24 horas con pasajeros a Ottawa, Toronto, y las cataratas del Niágara. El 13 de agosto, el dirigible partió de Montreal en su vuelo de regreso, llegando a Cardington 57 horas y media después. Nevil Shute Norway sugirió posteriormente en Slide Rule: Autobiography of an Engineer que el éxito del vuelo canadiense del R100 condujo indirectamente al desastre del R101. Antes del vuelo transatlántico, los ingenieros del R100 podrían haber sugerido que ninguno de los dos dirigibles estaba listo para una actuación de tal duración; sin embargo, cuando el R100 regresó triunfalmente de Canadá, el equipo del R101 tuvo que realizar el vuelo a la India o admitir la derrota, lo que habría significado un descrédito, con el consiguiente peligro de perder sus empleos. Shute Norway dijo más tarde que el equipo del R100 "sospechaba que su nave (R101) era una aeronave defectuosa, pero no se dieron cuenta" (debido al secretismo en Cardington) "de lo defectuosa que era la otra nave".

### El fin de los dirigibles británicos
La historia del diseño del R100 y su supuesta superioridad sobre el R101 se narra en "Slide Rule: Autobiography of an Engineer" de Shute Norway, publicado por primera vez en 1954. Aunque defectuoso y no tan abrumadoramente superior como Shute Norway insinuaba, el R100 representaba lo mejor que la tecnología de dirigibles convencionales en el Reino Unido podía ofrecer en ese momento. El R101 sufrió en comparación, en parte debido a sus numerosas innovaciones revolucionarias, pero en última instancia dudosas, y también por el peso de sus motores diésel. En cuanto a eficiencia de sustentación, ambos dirigibles eran inferiores al LZ 127 Graf Zeppelin, más pequeño. Después de que el R101 se estrellara e incendiara en Francia, camino a la India, el 5 de octubre de 1930, el Ministerio del Aire ordenó que el R100 permaneciera en tierra. El dirigible permaneció en su hangar de Cardington durante más de un año mientras se barajaban tres opciones: reacondicionamiento completo del R100 y continuación de las pruebas para la construcción final del R102; pruebas estáticas del R100 y retención de unos 300 empleados para mantener el programa "a flote"; o retención del personal y desguace del dirigible. En diciembre de 1931, el R100 fue desguazado y vendido como chatarra. La estructura de la aeronave fue desmantelada, aplanada con una apisonadora y cortada en secciones, y vendida por menos de 600 libras esterlinas (aproximadamente 2720 dólares).

## Especificaciones
Referencia datos: Masefield

### Características generales
- Tripulación: 37
- Capacidad: 100 pasajeros
- Longitud: 219 m (718,5 ft)
- Envergadura: 41 m (134,5 ft)
- Peso vacío: 107 215 kg (236 301,9 lb)
- Planta motriz: 6× motor lineal V12 refrigerado por líquido Rolls-Royce Condor IIIB.
  - Potencia: 485 kW (669 HP; 660 CV) cada uno.
- Volumen: 146 000 m3
- Sustentación útil: 159 400 kg

### Rendimiento
- Velocidad máxima operativa (Vno): 131 km/h (81 MPH; 71 kt) [17]
- Alcance: 6590 km (3558 nmi; 4095 mi) (con carga de 3 Tm); 64 h